# Donald E. White
Donald Edward White  (* 1914 in Dinuba; † 20. November 2002 in Portola Valley) war ein US-amerikanischer Geologe.
White studierte an der Stanford University mit dem Bachelor-Abschluss und wurde an der Princeton University promoviert. 1939 bis zum Ruhestand 1992 war er beim US Geological Survey tätig. Anfangs war er in Neufundland stationiert, später untersuchte er Geothermie und Erzbildung an den heißen Quellen im Yellowstone Park. Als Experte für Geothermie und Geochemie war er weltweit aktiv.
White wurde 1973 in die National Academy of Sciences gewählt, 1984 erhielt er die Penrose-Medaille der Geological Society of America und 1992 die Penrose-Goldmedaille der Society of Economic Geologists.

## Schriften
- mit John D. Hem, G. A. Waring: Data of Geochemistry, Chapter F: Chemical composition of subsurface water, Geological Society of America Prof. Paper, Washington D.C. 1963